# اردنخایرخان (زاوخان)
اردنخایرخان (به لاتین: Erdenekhairkhan) یک منطقهٔ مسکونی در مغولستان است که در استان زوخان واقع شده‌است.